# Ingrid Olava

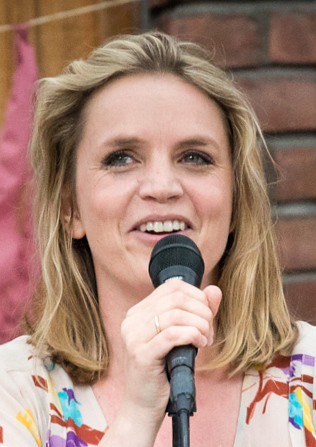
Ingrid Olava (2017)

Ingrid Olava Brændeland Eriksen, bekannt als Ingrid Olava (* 18. März 1981 in Lillehammer) ist eine norwegische Sängerin, Komponistin und Pianistin. International bekannt wurde sie 2007 mit dem Lied Only Just Begun.

## Leben
Sie wuchs in Lillehammer auf, wo sie das Klavierspielen im Keller des Nachbarn übte. Später dann spielte sie in einem Rock-Café Lillehammers. Sie war Sängerin in der norwegischen Rockband Madrugada, die sich 2008 nach dem Tod von Robert Burås (1975–2007) auflöste.
Gelegentlich tritt sie als Schauspielerin in Nebenrollen auf, so 2011 in Joachim Triers Oslo, 31. August und 2012 in Trond Espen Seims Kriminalfilm Varg Veum – Kalde Hjerter.

## Werke
(Quelle:)

### Alben
- 2008: Juliet’s Wishes
- 2010: The Guest
- 2013: Summer House
- 2017: HEKT

### Singles und EPs
- 2007: Only Just Begun
- 2008: Back To Love
- 2008: Only Just Begun
- 2009: Warrior Song
- 2010: Please Welcome
- 2013: Black Box
- 2014: Kort visit
- 2014: Mens Jeg Sover
- 2016: Hekt
- 2016: Symfoniske Favoritter
- 2017: From Up Here
- 2017: Jupiter
- 2017: De Nære Ting
- 2018: Afrika
- 2019: At the Heart of Longing is
- 2020: Paradise

### Als Gastmusiker
- 2004: Vidar Vang & The Northern Men – Stand Up Straight
- 2006: In Glorious Mono
- 2006: Exiles – Sivert Høyem
- 2007: Animated People’s Republic – Lukas Kasha
- El Cuero – El Cuero
- Madrugada – Madrugada
- 2012: Lilyhammer – Serie (Norwegen / USA); 1. Staffel, Ep. 8 (trolls)